# Oedemera croceicollis

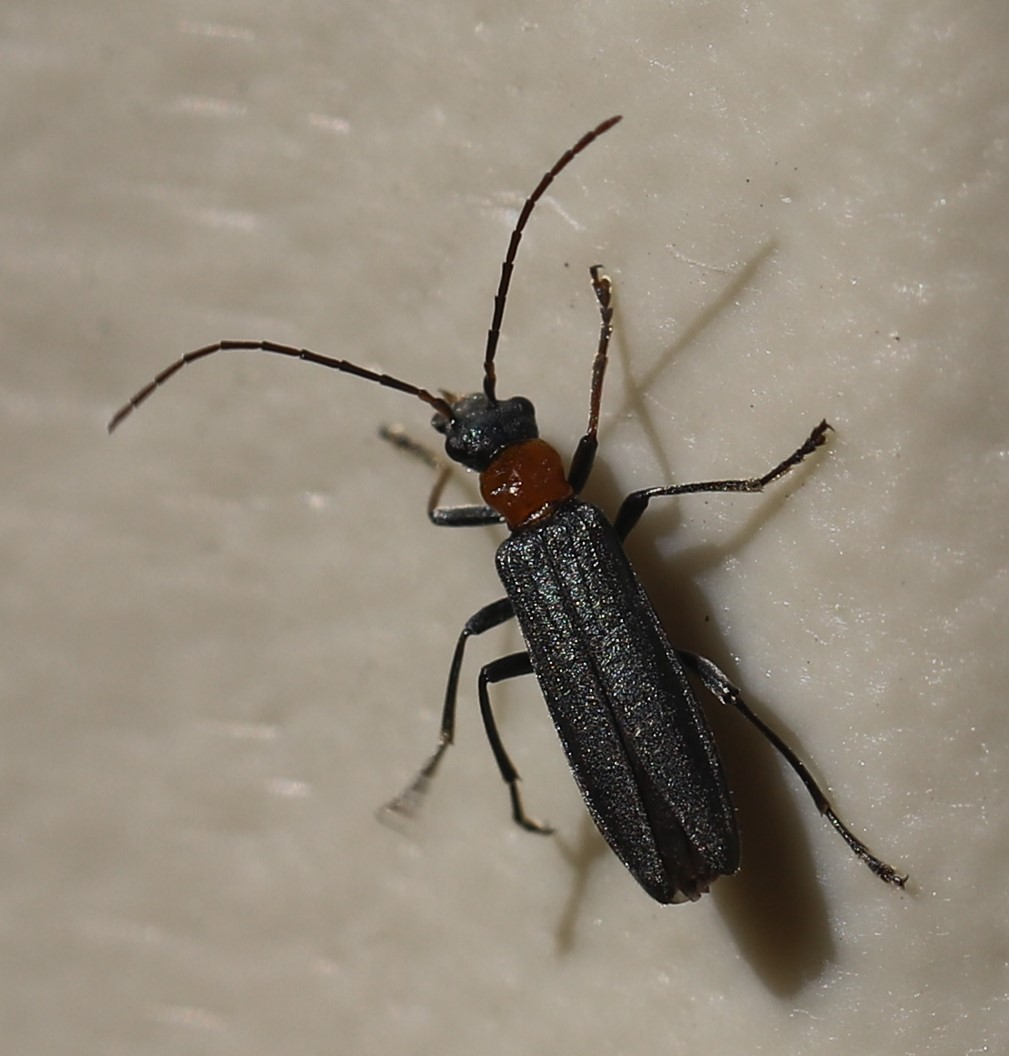
Oedemera croceicollis, Weibchen

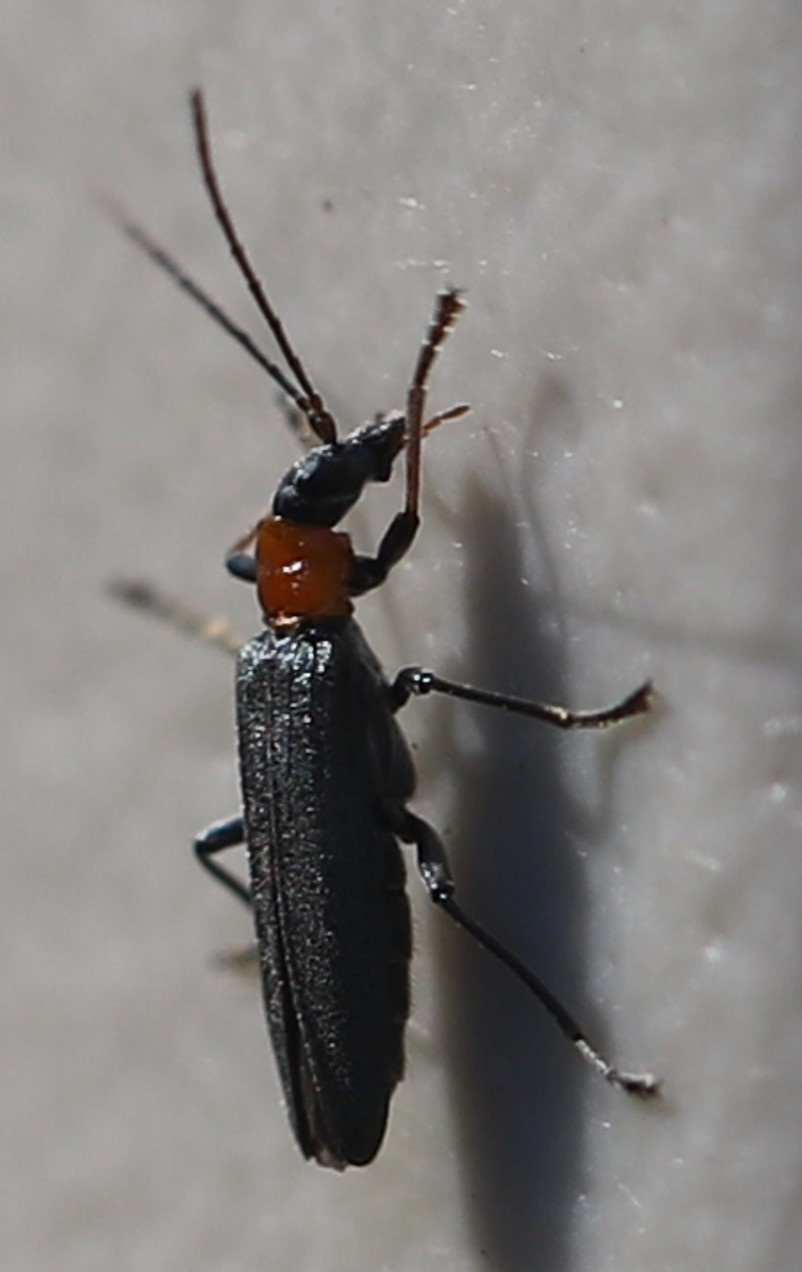
Weibchen, Seitenansicht

Oedemera croceicollis ist ein Scheinbockkäfer aus der Gattung Oedemera. Die Art wurde von dem schwedischen Entomologen Leonard Gyllenhaal im Jahr 1827 erstbeschrieben. Das lateinische Art-Epitheton croceicollis bedeutet „gelb- oder goldhalsig“.

## Merkmale
Die langgestreckten Käfer sind 7–9 mm lang. Ihr Körper ist mit Ausnahme des Halsschilds blauschwarz oder blaugrün gefärbt. Der Halsschild ist rot bis rotgelb gefärbt. Die Stirn zwischen den Facettenaugen ist breiter als zwischen den Fühlerwurzeln. Die Flügeldecken überragen seitlich den Halsschild. Sie weisen jeweils drei Rippen auf, wobei die erste Rippe verkürzt ist und schon vor der Mitte der Flügeldecken endet. Die vorderen Tibien und Tarsen, die Palpen sowie die Basis der mittleren Tibien sind gelbbraun gefärbt. Die Fühler können gelbbraun oder verdunkelt sein. Die Männchen kann man anhand der verdickten hinteren Femora (Schenkel) leicht von den Weibchen unterscheiden.

## Verwechslungsarten
In Mitteleuropa gibt es neben O. croceicollis noch einen weiteren Scheinbockkäfer mit rotgelbem Halsschild, dunklem Kopf und dunklen Flügeldecken: Ischnomera sanguinicollis. Neben verschiedenen morphologischen Unterschieden sind bei dieser Art alle Beine vollständig verdunkelt. Die Flügeldeckenenden von I. sanguinicollis berühren sich, während die von O. croceicollis auseinandergehen.

## Vorkommen und Gefährdung
Die Art kommt in Nord- und Mitteleuropa nur in isolierten Gebieten vor. In Südosteuropa ist die Art dagegen nicht selten. Im Norden reicht das Vorkommen bis in das südliche Skandinavien (Dänemark, Schweden, Finnland), im Süden bis in den Mittelmeerraum mit Korsika, Kreta und dem Nahen Osten. In Deutschland findet man die Käfer nördlich und östlich der Elbe sowie im Südwesten in einem Areal zwischen Karlsruhe, Frankfurt und Trier.
In Deutschland steht die Art auf der Roten Liste der gefährdeten Arten und ist als „gefährdet“ eingestuft.

## Lebensweise
Die Art bevorzugt als Lebensraum sumpfige Wiesen und Gewässerufer. An der Küste findet man die Käfer in Spülsäumen sowie in der Umgebung küstennaher Gewässer. Im Binnenland treten die Käfer auch in Gebieten mit salzhaltigen Böden in Erscheinung, sind jedoch längst nicht an diese gebunden. Die Imagines beobachtet man gewöhnlich in den Monaten Mai und Juni. Sie ernähren sich von den Pollen verschiedener Pflanzen wie Echter Baldrian, Hahnenfuß, die Gattung Rubus, Schneeball und Mehlbeeren. Die Larven entwickeln sich in Schilfrohr (Phragmites) und in Seggen (Carex). Sie überwintern als Puppe in der Puppenwiege.